# Coelotes yunnanensis
Coelotes yunnanensis är en spindelart som beskrevs av Schenkel 1963. Coelotes yunnanensis ingår i släktet Coelotes och familjen mörkerspindlar. Inga underarter finns listade i Catalogue of Life.